# Eványelos Makriyannis
Eványelos Makriyannis (en griego: Ευάγγελος Μακρυγιάννης; Atenas, 18 de junio de 2000) es un deportista griego que compite en natación, especialista en el estilo espalda. Ganó dos medallas en el Campeonato Europeo de Natación de 2024, plata en 100 m espalda y bronce en 50 m espalda.

## Palmarés internacional
| Campeonato Europeo | Campeonato Europeo | Campeonato Europeo | Campeonato Europeo |
| Año                | Lugar              | Medalla            | Prueba             |
| ------------------ | ------------------ | ------------------ | ------------------ |
| 2024               | Belgrado (Serbia)  | Medalla de plata   | 100 m espalda      |
| 2024               | Belgrado (Serbia)  | Medalla de bronce  | 50 m espalda       |